# Silla (Rapper)

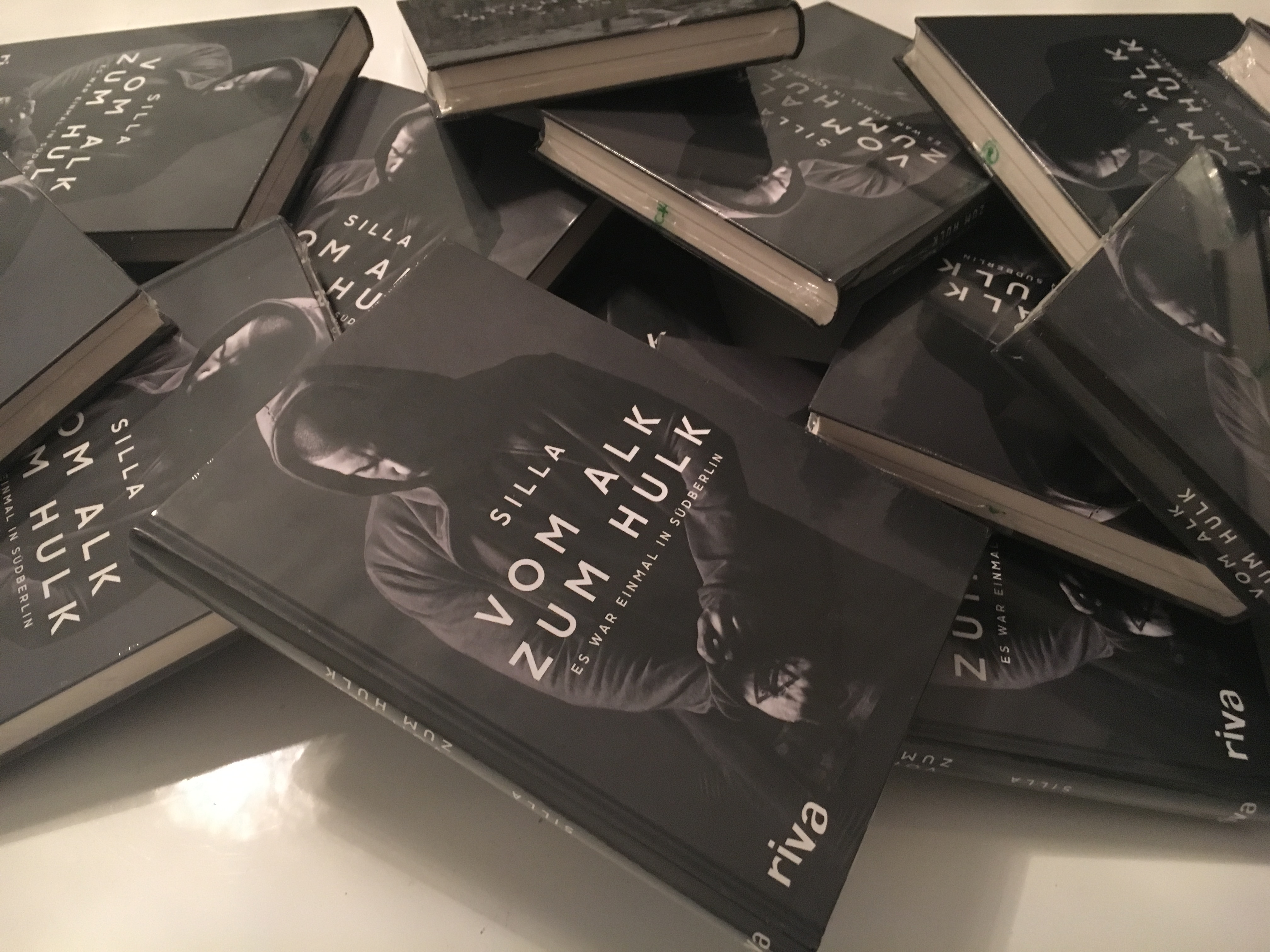
Autobiografie Vom Alk zum Hulk: Es war einmal in Südberlin

Silla, ehemals Godsilla (* 5. Mai 1984; bürgerlich Matthias Schulze), ist ein deutscher Rapper aus Berlin, der lange Zeit beim Berliner Independent-Label I Luv Money Records unter Vertrag stand. Von September 2011 bis Ende 2014 war er bei Flers Label Maskulin Music Group. Seit 2015 ist Silla bei DJ Gan-Gs Label Major Movez unter Vertrag.

## Biografie
Silla wuchs als Sohn eines Beamten und einer Sekretärin auf. Bereits während seiner Schulzeit lernte Silla den heutigen I Luv Money Records-Inhaber King Orgasmus One kennen. Über King Orgasmus One kam Silla mit zahlreichen heutigen Szenegrößen des deutschen Rap in Kontakt. Seit dem 2. Januar 2020 ist er mit dem bekannten österreichischen Tattoo-Model Lexy Hell verheiratet.
2002 verließ I Luv Money Records-Gründungsmitglied Bushido das Berliner Label. Die daraus entstandene Problematik für King Orgasmus One und dessen Freund Bass Sultan Hengzt, die nach dem Weggang von Bushido kein Studio mehr zum Aufnehmen hatten, konnte von Silla durch den Kontakt zum Berliner Serk gelöst werden. Serk, der über ein Studio verfügte, hatte Silla kurze Zeit zuvor kennengelernt. 
Seinen Einstand als Künstler gab er, auf dem mittlerweile indizierten Album von King Orgasmus One "F*ck mich! und halt dein Maul".
Silla war auf Bass Sultan Hengzts Debütalbum Rap braucht kein Abitur, das mittlerweile indiziert ist, als Feature vertreten, was sein zweiter Auftritt auf einer Veröffentlichung war. 
2004 veröffentlicht Silla sein Debütalbum Übertalentiert. Ein Jahr darauf folgte das Kollabo-Album Schmutzige Euros mit King Orgasmus One.
2005 ging Bass Sultan Hengzt zusammen mit Bushido und Saad auf Carlo, Cokxxx, Nutten II-Tour. Silla fungierte bei den Auftritten als Back-Up von Hengzt. Ebenfalls war Silla auf Bushidos Goldalbum Staatsfeind Nr. 1 vertreten. Daraufhin zeigte Bushido Interesse, Silla bei seinem neu gegründeten Label ersguterjunge unter Vertrag zu nehmen, was Silla jedoch ablehnte. Außerdem war er 2005 auf zwei großen Touren quer durch Deutschland, Österreich und der Schweiz unterwegs, der Berlin bleibt Hart-Tour und der Horrorkore-Tour.
Nach einer mit diversen Disstracks begleiteten Trennung verließ Bass Sultan Hengzt das Umfeld von Bushido. Hengzt und King Orgasmus One, die einige Jahre zuvor zusammen mit Bushido die Formation Berlins Most Wanted gebildet hatten, entschieden, dass Silla das neue dritte Mitglied der Gruppe werden sollte und dass er somit Bushido ersetzt. Die Crew existierte fortan unter dem Namen Berlin macht Welle. Trotz einiger vereinzelter Track erschien jedoch nie ein Tonträger der Formation.
Am 11. September 2006 erschien Sillas zweites Soloalbum Massenhysterie. Als Gäste auf dem Longplayer sind Massiv, King Orgasmus One, JokA, Clickx, Serk, Bass Sultan Hengzt, She-Raw, Amir und Automatikk vertreten. 2007 wurde das vor drei Jahren veröffentlichte Erstlingswerk Übertalentiert neu veröffentlicht und als Premium Edition auf den Markt gebracht. Dieses enthielt einige Remixe sowie fünf Bonustracks. Noch im selben Jahr erschien Schmutzige Euros 2, wiederum mit King Orgasmus One, auf dem Sera Finale, Bass Sultan Hengzt und Capone von der US-amerikanischen Gruppe Capone-N-Noreaga mitwirkten.
Am 26. Oktober 2007 wurde sein drittes Studioalbum City of God veröffentlicht. Auf diesem sind neben Silla Bass Sultan Hengzt, JokA, Amir, Asek, Sera Finale, Alpa Gun, Fler, Snaga und Bintia zu hören.
Vom 2. November 2007 bis zum 16. Februar 2008 war Silla Support auf der Es gibt kein Battle!!!-Tour von King Orgasmus One. Die Tour, bei welcher Jim Tonic als DJ fungierte, führte Silla durch vier Länder. Dabei absolvierte er einige Soloauftritte, um sein Album City of God zu promoten.
Am 29. August 2008 erschien das Kollabo-Album Südberlin Maskulin mit Fler. Das Album erreichte Platz 22 der Charts. Der Kontakt mit Fler entstand durch die gemeinsamen Kontakte zum Produzenten Djorkaeff, der dann auch Hauptproduzent von Südberlin Maskulin war.
Im Februar 2009 gab er bekannt, nicht mehr bei I Luv Money Records unter Vertrag zu stehen. Gleichzeitig kündete er sein viertes Soloalbum Silla Instinkt an. Jedoch häuften sich in der Folge Alkoholeskapaden, weshalb es ihm nicht gelang, bei einem neuen Plattenlabel zu unterschreiben. Am 18. Juni 2009 wurde er mit 4,9 Promille in ein Krankenhaus eingeliefert, wo er wiederbelebt werden musste.
Im April 2010 wendete sich die japanische Firma Tōhō, Rechteinhaber der Figur Godzilla, mit einer Klagedrohung an den Berliner Rapper. Sie warf Silla vor, zu Unrecht von der Filmfigur zu profitieren. Silla selbst schätzte seine Chancen, einen Rechtsstreit gegen den Konzern zu gewinnen, gering ein, wobei er auch auf seine fehlenden finanziellen Mittel verwies. Er entschied sich dazu, fortan nur noch unter dem Künstlernamen Silla aufzutreten.
Am 4. März 2011 veröffentlichte Silla sein viertes Soloalbum Silla Instinkt über das Berliner Label I Luv Money Records. Das Album stieg auf Platz 30 in die deutschen Albencharts ein.
Anschließend wechselte Silla zur Plattenfirma Maskulin des Rappers Fler und veröffentlichte zusammen mit ihm am 9. März 2012 das Album Südberlin Maskulin II als Fortsetzung des Vorgängers von 2008.
Im Juni 2012 erschienen noch über I Luv Money Records die ersten drei Soloalben als Monsterbox, inklusive des aus unveröffentlichten Songs bestehenden Albums Wiederbelebt. Zuletzt genanntes schaffte es auf Platz 10 der deutschen Albumcharts. Sillas sechstes Soloalbum Die Passion Whisky wurde am 7. Dezember 2012 über Maskulin veröffentlicht und erreichte Rang 15 der deutschen Albumcharts.
Im Jahr 2013 hatte Silla Gastbeiträge auf den Songs Echte Männer und Die Liga der Kriminellen auf Flers Album Blaues Blut. Zudem gelangte er durch den Labelsampler Maskulin Mixtape Vol. 3 auf Platz 8 der deutschen Albumcharts. Am 5. Dezember 2013 startete die Panik in der Disco-Tour, auf der Silla von den Rappern JokA und Liquit Walker unterstützt wurde.
Sillas siebtes Soloalbum Audio Anabolika erschien am 21. November 2014 und erreichte Platz 12 der deutschen Charts. Sein achtes Album Vom Alk zum Hulk folgte am 7. August 2015. Es stieg auf Platz 5 in die deutschen Albumcharts ein und ist somit Sillas bislang größter Charterfolg. Im Herbst 2016 erschienen seine Biografie über den RIVA Verlag sowie sein neuntes Soloalbum Es war einmal in Südberlin. Im selben Jahr betitelte Spiegel TV ihn als Deutschlands vermutlich stärksten Rapper.
Ab 1. März 2015 vermarktete der Rapper in Zusammenarbeit mit dem Fitnesstrainer Julian Zietlow ein Trainingskonzept mit dem Titel Brust und Bizeps, das bereits im Juni 2017 nicht mehr abrufbar war.
Am 7. Juli 2017 wurde Sillas zehntes Soloalbum Blockchef veröffentlicht, das Platz 31 der Charts erreichte. Mit Silla Instinkt 2 folgte das elfte Soloalbum am 20. September 2019.
Im April 2020 veröffentlichte der Rapper Azzi Memo zusammen mit 18 weiteren Musikern, darunter auch Silla, den Track Bist du wach?. Das Lied richtet sich in erster Linie gegen Rassismus. Gleichzeitig wird auch der Todesopfer des Anschlags in Hanau im Februar 2020 gedacht. Die Single stieg auf Rang 31 in die deutschen Single-Charts ein.

## Diskografie
Studioalben

| Jahr | Titel                      | Höchstplatzierung, Gesamtwochen, AuszeichnungChartplatzierungen (Jahr, Titel, Platzierungen, Wochen, Auszeichnungen, Anmerkungen) | Höchstplatzierung, Gesamtwochen, AuszeichnungChartplatzierungen (Jahr, Titel, Platzierungen, Wochen, Auszeichnungen, Anmerkungen) | Höchstplatzierung, Gesamtwochen, AuszeichnungChartplatzierungen (Jahr, Titel, Platzierungen, Wochen, Auszeichnungen, Anmerkungen) | Anmerkungen                                               |
| Jahr | Titel                      | DE | AT | CH | Anmerkungen                                               |
| ---- | -------------------------- | --- | --- | --- | --------------------------------------------------------- |
| 2004 | Übertalentiert             | — | — | — | Erstveröffentlichung: 2004 Premium-Edition: 23. März 2007 |
| 2006 | Massenhysterie             | — | — | — | Erstveröffentlichung: 11. September 2006                  |
| 2007 | City of God                | — | — | — | Erstveröffentlichung: 26. Oktober 2007                    |
| 2011 | Silla Instinkt             | DE30 (1 Wo.)DE | AT51 (1 Wo.)AT | CH60 (2 Wo.)CH | Erstveröffentlichung: 4. März 2011                        |
| 2012 | Wiederbelebt               | DE10 (2 Wo.)DE | AT32 (1 Wo.)AT | — | Erstveröffentlichung: 8. Juni 2012                        |
| 2012 | Die Passion Whisky         | DE15 (1 Wo.)DE | AT35 (1 Wo.)AT | CH33 (1 Wo.)CH | Erstveröffentlichung: 7. Dezember 2012                    |
| 2014 | Audio Anabolika            | DE12 (1 Wo.)DE | AT31 (1 Wo.)AT | CH23 (1 Wo.)CH | Erstveröffentlichung: 21. November 2014                   |
| 2015 | Vom Alk zum Hulk           | DE5 (2 Wo.)DE | AT20 (1 Wo.)AT | CH4 (2 Wo.)CH | Erstveröffentlichung: 7. August 2015                      |
| 2016 | Es war einmal in Südberlin | DE21 (1 Wo.)DE | AT62 (1 Wo.)AT | CH55 (1 Wo.)CH | Erstveröffentlichung: 21. Oktober 2016                    |
| 2017 | Blockchef                  | DE31 (1 Wo.)DE | — | CH77 (1 Wo.)CH | Erstveröffentlichung: 7. Juli 2017                        |
| 2019 | Silla Instinkt 2           | DE30 (1 Wo.)DE | — | — | Erstveröffentlichung: 20. September 2019                  |
| 2021 | Unsterblich                | DE30 (1 Wo.)DE | — | CH97 (1 Wo.)CH | Erstveröffentlichung: 23. April 2021                      |
| 2024 | Silla Instinkt 3           | — | — | — | Erstveröffentlichung: 8. März 2024                        |

## Bücher
- Vom Alk zum Hulk – Es war einmal in Südberlin, Riva Verlag, München 2016, ISBN 978-3-86883-833-6.